# Paul Schneider (acteur)
Pour les articles homonymes, voir Paul Schneider et Schneider.
Paul Schneider est un acteur américain né le 16 mars 1976, à Oakland, en Californie (États-Unis).

## Filmographie

### Cinéma
- 2000 : George Washington de David Gordon Green : Rico Rice
- 2001 : Security, Colorado d'Andrew Gillis : Paul
- 2003 : All the Real Girls de David Gordon Green : Paul
- 2003 : Crude de Paxton Winters : Gabe
- 2004 : 50 Ways to Leave Your Lover de Jordan Hawley : Owen
- 2005 : Rencontres à Elizabethtown (Elizabethtown) de Cameron Crowe : Jessie Baylor
- 2005 : Esprit de famille (The Family Stone) de Thomas Bezucha : Brad Stevenson
- 2006 : Live Free or Die de Greg Kavet et Andy Robin : Lagrand
- 2007 : L'Assassinat de Jesse James par le lâche Robert Ford (The Assassination of Jesse James by the Coward Robert Ford) d'Andrew Dominik : Dick Liddil
- 2007 : Une fiancée pas comme les autres (Lars and the Real Girl) de Craig Gillespie : Gus
- 2008 : Pretty Bird de lui-même : le joggeur au chien
- 2009 : Bright Star de Jane Campion : Charles Brown
- 2009 : Away We Go de Sam Mendes : Courtney Farlander
- 2011 : De l'eau pour les éléphants (Water for Elephants) de Francis Lawrence : Charlie O'Brien
- 2011 : Les Bien-aimés de Christophe Honoré : Henderson
- 2011 : Sacrifices of War (Jin líng shí san chai) de Zhang Yimou : Terry
- 2012 : Babymakers (The Babymakers) de Jay Chandrasekhar : Tommy Macklin
- 2013 : Hello Carter d'Anthony Wilcox : Aaron
- 2014 : Straight Men/Same Bed de lui-même (court métrage)
- 2014 : Goodbye to All That (en) d'Angus MacLachlan : Otto
- 2014 : Black Eyed Dog d'Erica Dunton
- 2015 : The Daughter  de Simon Stone : Christian
- 2016 : Café Society de Woody Allen : Steve
- 2016 : L'Exception à la règle (Rules Don't Apply) de Warren Beatty : Richard Miskin
- 2020 : Sons of Philadelphia (The Sound of Philadelphia) de Jérémie Guez : Jimmy
- 2021 : American Murderer de Matthew Gentile
- 2021 : A House on the Bayou

### Télévision
- 2003 : New York 911 : Thomas Warner
- 2009-2010 : Parks and Recreation : Mark Brendanawicz
- 2012 : The Newsroom : Brian Brenner
- 2014 : The Divide : Clark Rylance
- 2015 : Tunnel - Sabotage : Koba / Artem Baturin
- 2016 : Channel Zero - Candle Cove : Mike Painter
- 2017 : Chance : Ryan Winter
- 2018 : American Crime Story : The Assassination of Gianni Versace, épisode Ascent de Gwyneth Horder-Payton : Beck
- 2020 : Tales from the Loop : Georges
- 2020 : NOS4A2 : Jonathan Beckett

### Récompenses
- 2010 : National Society of Film Critics Awards du meilleur acteur dans un second rôle pour son interprétation de Charles Brown dans Bright Star de Jane Campion